# East Hendred
East Hendred is een civil parish in het bestuurlijke gebied Vale of White Horse, in het Engelse graafschap Oxfordshire met 1116 inwoners.

## Galerij

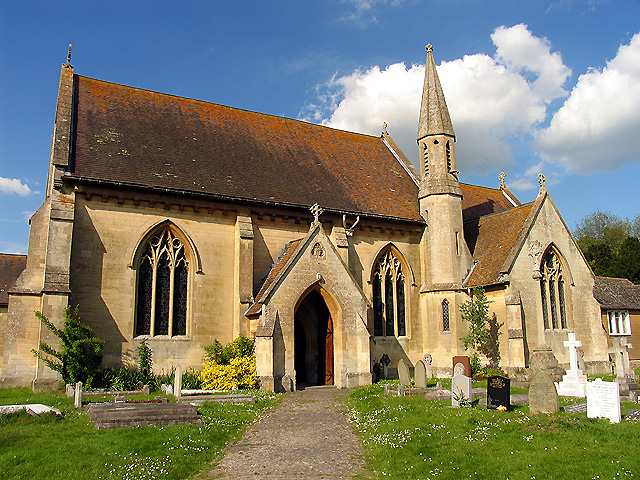
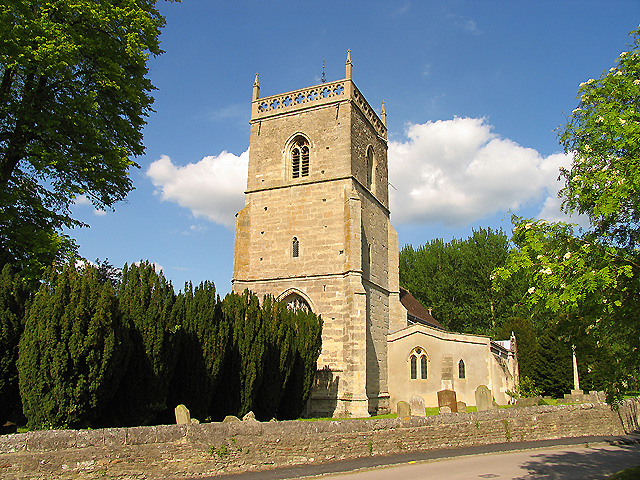